# Teretrius punctulatus
Teretrius punctulatus är en skalbaggsart som beskrevs av Fahraeus in Boheman 1851. Teretrius punctulatus ingår i släktet Teretrius och familjen stumpbaggar. Inga underarter finns listade i Catalogue of Life.